# Église de l'Assomption-de-la-Sainte-Vierge de Cachy
L'église de l'Assomption-de-la-Sainte-Vierge de Cachy est située sur le territoire de la commune de Cachy, dans le département de la Somme, à une douzaine de kilomètres  à l'est de la ville d'Amiens.

## Historique
La construction de l'église de Cachy remonte au Moyen Âge. Cette église fut dévastée en 1636 lors de l'invasion espagnole et du siège de Corbie. Reconstruite, elle fut à nouveau fortement endommagée au cours des combats de la guerre franco-prussienne de 1870. Le peintre abbevillois Oswald Macqueron réalisa une aquarelle de l'église de Cachy, en 1871. Le chœur fut reconstruit en 1875 par l'architecte Victor Delefortrie. La Première Guerre mondiale devait être fatale à l'édifice qui totalement détruit fut déclarée à déraser. Une nouvelle église fut édifiée en 1925-1926 sur les plans de l'architecte Louis Duthoit qui conçut également la décoration intérieure.

## Caractéristiques

### Extérieur
La modeste église de Cachy (192 m2 de superficie) a été construite en brique; elle est de style art déco. Un bandeau de pierre parcourt la partie supérieure des murs et encadre les ouvertures. La tour-clocher est surmontée d'un toit en flèche. Le porche d'entrée est protégé par un auvent.
L'édifice est composé d'une unique nef, sans bas-côté et sans transept. Le chœur, plus étroit que la nef se termine par une abside à trois pans.

### Intérieur
La décoration intérieure se compose de statues de différents saints, de mobilier en bois : confessionnal, chasublier, bancs, fauteuil de l'officiant, et en similipierre décoré de bandeaux de ciment rouge et/ou de mosaïque : fonts baptismaux, bénitier, ambon, maître-autel. Le chemin de croix a été réalisé en mosaïque par Jean Gaudin. Les vitraux sont signés de Pierre Pasquier, vitrailliste amiénois (on prévoit initialement une réalisation par Georges Tembouret). La verrière centrale du chœur est garnie d'un vitrail représentant le Saint-Esprit, de part et d'autre, un vitrail est dédié à la Vierge Marie. Le plafond est composé d'une voûte en bois. La statuaire est composée de statues de saints : sainte Germaine, saint Antoine de Padoue, saint Joseph, sainte Thérèse de Lisieux, saint Jean-Marie Vianney, Jeanne d'Arc et de statues du Sacré-Cœur de Jésus et de la Vierge Marie. Ces sculptures en plâtre polychrome ont été réalisées durant l'entre-deux-guerres.

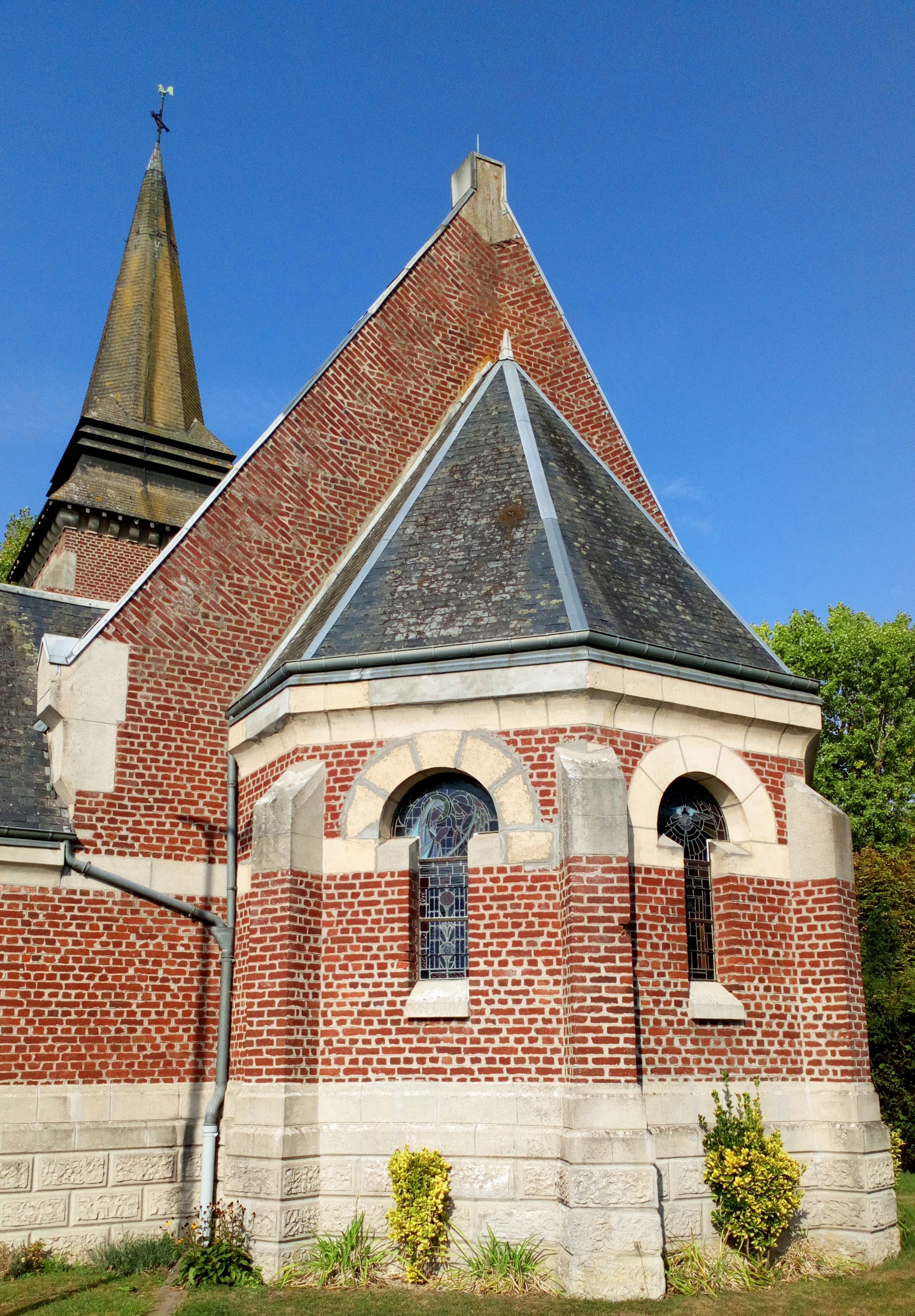
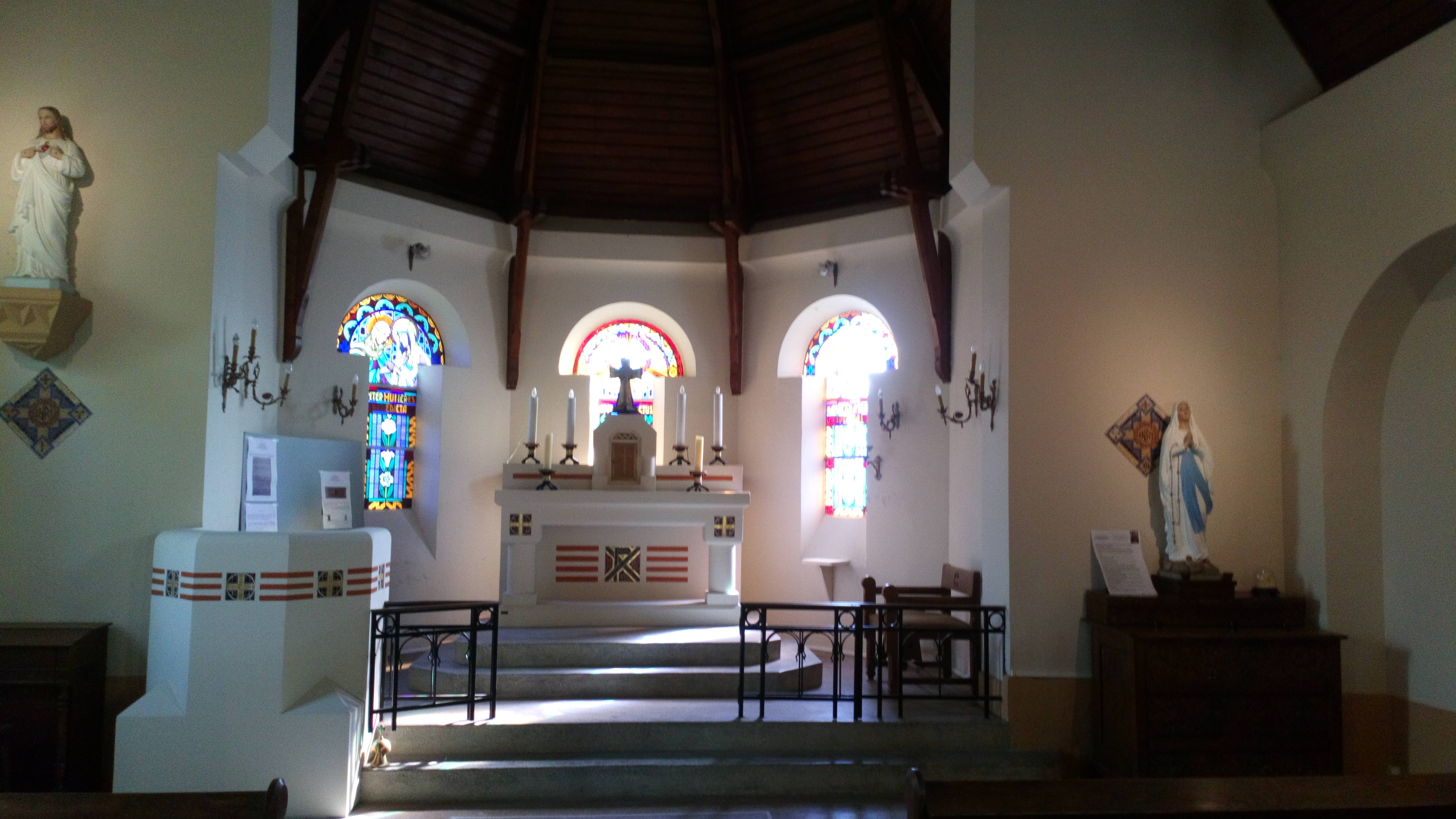
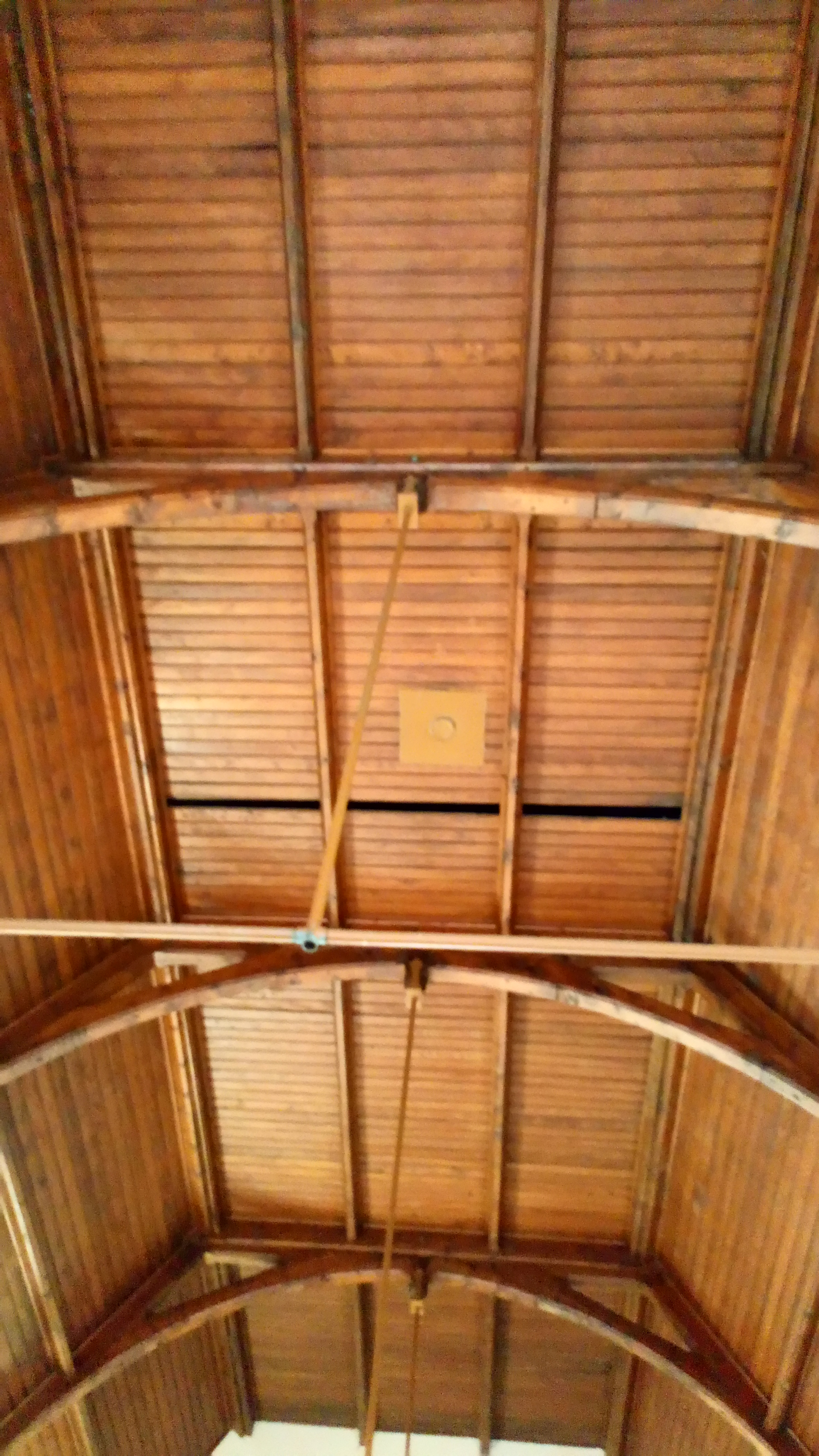